# Batalion KOP „Kopyczyńce”
Batalion KOP „Kopyczyńce” – pododdział piechoty, podstawowa jednostka taktyczna Korpusu Ochrony Pogranicza.

## Geneza
Do czasu zakończenia wojny polsko-bolszewickiej, czyli do jesieni 1920, wschodnią granicę państwa polskiego wyznaczała linia frontu. Dopiero zarządzeniem z 6 listopada 1920 utworzono Kordon Graniczny Ministerstwa Spraw Wojskowych. W połowie stycznia 1921 zmodyfikowano formę ochrony granicy i rozpoczęto organizowanie Kordonu Granicznego Naczelnego Dowództwa WP. Obsadzony on miał być przez żandarmerię polową i oddziały wojskowe. Latem 1921 ochronę granicy wschodniej postanowiło powierzyć Batalionom Celnym. W Kopyczyńcach rozmieszczono dowództwo i pododdziały sztabowe 23 batalionu celnego. 
W drugiej połowie 1922 przeprowadzono kolejną reorganizację organów strzegących granicy wschodniej. 1 września 1922 bataliony celne przemianowano na bataliony Straży Granicznej. W rejonie odpowiedzialności przyszłego batalionu KOP „Kopyczyńce” służbę graniczną pełniły pododdziały 23 batalionu Straży Granicznej.
Już w następnym zlikwidowano Straż Graniczną, a z dniem 1 lipca 1923 pełnienie służby granicznej na wschodnich rubieżach powierzono Policji Państwowej. 
W sierpniu 1924 podjęto uchwałę o powołaniu Korpusu Ochrony Pogranicza – formacji zorganizowanej na wzór wojskowy, a będącej etacie Ministerstwa Spraw Wewnętrznych.

## Formowanie i zmiany organizacyjne
Na posiedzeniu Politycznego Komitetu Rady Ministrów, w dniach 21-22 sierpnia 1924, zapadła decyzja powołania Korpusu Wojskowej Straży Granicznej. 12 września 1924 Ministerstwo Spraw Wojskowych wydało rozkaz wykonawczy w sprawie utworzenia Korpusu Ochrony Pogranicza, a 17 września instrukcję określającą jego strukturę. W drugim etapie organizacji jednostek KOP został sformowany 13 batalion graniczny. Podstawę formowania stanowił rozkaz L.dz. 1600/tjn./OdeB/25 ministra spraw wojskowych generała dywizji Władysława Sikorskiego.. Batalion był organicznym pododdziałem 4 Brygady Ochrony Pogranicza. Zgodnie ze wspomnianym rozkazem batalion miał być sformowany w terminie do 1 marca 1925. 12 marca 1925 miał osiągnąć gotowość do obsadzenia odcinka granicy polsko-radzieckiej na terenie województwa tarnopolskiego. Jednostką formującą był 48 pułk piechoty .
Z dniem 25 lutego 1925 podpułkownik Konstanty Pereświet-Sołtan został przeniesiony z 17 pułk piechoty w Rzeszowie do Korpusu Ochrony Pogranicza na stanowisko dowódcy 13 batalionu granicznego. Długość ochranianego przez batalion odcinka granicy wynosiła 67 kilometrów, przeciętna długość pododcinka kompanijnego to 22 kilometry, a strażnicy 5 kilometrów. Odległość dowództwa batalionu od dowództwa brygady wynosiła 20 kilometrów.
W lipcu 1929 przyjęto zasadę, że bataliony przyjmą nazwę miejscowości będącej miejscem ich stacjonowania. Obok nazwy geograficznej, do 1931 stosowano również numer batalionu. W tym czasie batalion na uzbrojeniu posiadał 724 karabiny Berthier wz.1916, 52 ręczne karabiny maszynowe Chauchat wz. 1915 i 2 ciężkie karabiny maszynowe wz.1914.
W wyniku reorganizacji batalionu w 1931, w miejsce istniejących plutonów karabinów maszynowych, utworzono kompanię karabinów maszynowych. Rozwinięto też kadry kompanii szkolnej do pełnoetatowej kompanii odwodowej. Po przeprowadzonej reorganizacji „R.2” batalion składał się z dowództwa batalionu, plutonu łączności, kompanii karabinów maszynowych, kompanii odwodowej i trzech kompanii granicznych.
W listopadzie 1936 batalion etatowo liczył 20 oficerów, 67 podoficerów, 24 nadterminowych i 574 żołnierzy służby zasadniczej.
Rozkazem dowódcy KOP z 23 lutego 1937 została zapoczątkowana pierwsza faza reorganizacji Korpusu Ochrony Pogranicza „R.3”. Batalion otrzymał nowy etat. Był jednostką administracyjną dla posterunku żandarmerii KOP „Kopyczyńce”, komendy powiatu pw KOP „Kopyczyńce”. W wyniku realizacji drugiej fazy reorganizacji KOP, latem 1937 przesunięto 2 kompanię graniczną „Skała” z batalionu „Kopyczyńce” do batalionu KOP „Borszczów” jako jego 4 kompanię graniczną. W 1938 lub w 1939 planowano utworzyć w baonie „Kopyczyńce” kompanię graniczną „Postołówka” kosztem zlikwidowania 1 kompanii granicznej „Kałahanówka” baonu „Skałat”.
20 marca 1937 Minister Spraw Wojskowych nadał koszarom batalionu nazwę „Koszary Batalionu KOP «Kopyczyńce» imienia Marszałka Józefa Piłsudskiego” (zob. Kult Józefa Piłsudskiego).
Z dniem 15 maja 1939 batalion stał się oddziałem gospodarczym. Stanowisko kwatermistrza batalionu przemianowane zostało na stanowisko zastępcy dowódcy batalionu do spraw gospodarczych, płatnika na stanowisko oficera gospodarczego, zastępcy oficera materiałowego dla spraw uzbrojenia na zbrojmistrza, zastępcy oficera materiałowego dla spraw żywnościowych na oficera żywnościowego.
W sierpniu 1939, w mobilizacji alarmowej batalion KOP „Kopyczyńce” sformował III batalion 165 pułku piechoty (rez.), który w trakcie kampanii wrześniowej podzielił losy innych jednostek odwodowej Armii „Prusy”.
Po sformowaniu III/165 pp (rez.) batalion wcielił nowych rekrutów i rezerwistów i odtworzył stan etatowy. Jednocześnie jednostka weszła w skład pułku KOP „Czortków”. Po odtworzeniu batalion ochraniał granicę z ZSRR o długości 112,925 km. Od 17 września 1939 wziął udział w obronie ówczesnej południowo-wschodniej granicy państwa przed radzieckim agresorem.

## Służba graniczna
Batalion graniczny był podstawową jednostką taktyczną Korpusu Ochrony Pogranicza przeznaczoną do pełnienia służby ochronnej na powierzonym mu odcinku granicy polsko-radzieckiej, wydzielonym z pasa ochronnego brygady. Odcinek batalionu dzielił się na pododcinki kompanii, a te z kolei na pododcinki strażnic, które były „zasadniczymi jednostkami pełniącymi służbę ochronną”, w sile półplutonu. Służba ochronna pełniona była systemem zmiennym, polegającym na stałym patrolowaniu strefy nadgranicznej i tyłowej, wystawianiu posterunków alarmowych, obserwacyjnych i kontrolnych stałych, patrolowaniu i organizowaniu zasadzek w miejscach rozpoznanych jako niebezpieczne, kontrolowaniu dokumentów i zatrzymywaniu osób podejrzanych, a także utrzymywaniu ścisłej łączności między oddziałami i władzami administracyjnymi. Batalion graniczny KOP „Kopyczyńce” w 1934 ochraniał odcinek granicy państwowej szerokości 78 kilometrów 923 metrów.
W 1937 ustalono dla batalionu następujący podział ochranianego odcinka granicy państwowej:
- granica południowa: odcinek strażnicy „Siekierzyńce Południowe” 1 kompanii granicznej „Kociubińczyki” [wł.]

Po odtworzeniu w 1939, batalion ochraniał granicę długości 60 kilometrów 927 metrów.
Bataliony sąsiednie:
- batalion KOP „Skałat” ⇔ batalion KOP „Borszczów”

## Walki batalionu
Walki o strażnice:

Batalion graniczny kpt. Kąkolewskiego został zaatakowany zostały przez pododdziały 4 Korpusu Kawalerii komdiwa Dmitrija Riabyszewa i 26 BPanc płk. Siemieczenki oraz pododdziały 23 Oddziału Wojsk Pogranicznych NKWD. Atak rozpoczął się o godzinie 3:00 17 września czasu moskiewskiego.
Strażnice 3 kompanii granicznej „Postołówka” zaatakowane zostały przez spieszone pododdziały 34 Dywizji Kawalerii kombriga Cejtlina. Strażnica „Trybuchowce” stawiła krótkotrwały opór. Po jej opanowaniu napastnicy zamordowali dowódcę i innego podoficera w stopniu kaprala. O losach pozostałych strażnic kompanii brak wiadomości.
Strażnice 2 kompanii granicznej „Husiatyń” zaatakowane zostały przez pododdziały 32 Dywizji Kawalerii kombriga Aleksandra Backalewicza oraz część sił 25 Korpusu Pancernego komdiwa Riepina. Strażnica „Husiatyń” oraz pluton odwodowy atakował 153 pułk kawalerii. Strażnica i pluton podjęły walkę. Opisuje ją siedemnastoletni ochotnik, żołnierz plutonu odwodowego, Kazimierz Kurnik:

Nocą około godz. 3 nad ranem wybuchła gwałtowna strzelanina na całym odcinku granicy. Dlatego pełniący służbę sierż. Kolendo ogłosił alarm i natychmiast wysłał na granicę kilka dodatkowych patroli uzbrojonych w karabiny i erkaemy. Do ewentualnej obrony budynku pozostało 15-16 żołnierzy, w tym nas 5 ochotników. Pół godziny później budynek został zaatakowany od frontu z broni ręcznej i maszynowej, w związku z czym sierż. Kolendo zarządził przemieszczenie się wszystkich żołnierzy na pierwsze piętro strażnicy i zajęcie stanowisk obronnych w oknach po obydwu stronach murowanego budynku.Strzelanina była bardzo gęsta i raczej bezładna, ale jednak wielu napastników, choć słabo widocznych w pomroce nocnej, padało i nie podnosiło się, ranni czołgali się do tyłu. U nas jeszcze wszyscy byli cali i zdrowi, choć mocno zdenerwowani, albowiem nie wiedzieliśmy, kto nas zaatakował. Około godziny 8 rano strzelanina zupełnie ucichła, tylko w powietrzu unosił się kurz i dym. W oknach nie było szyb [...], a w polu widzenia wciąż leżeli zabici lub ciężko ranni napastnicy [...] Nasuwało się nieodparcie pytanie: Co dalej? W tej niemal idealnej po bitewnym zgiełku ciszy nagle bardzo głośno zabrzmiało pukanie do drzwi z tylnej strony koszar, od strony rzeki i pól. To wrócił jeden z żołnierzy wysłany przed atakiem na patrol graniczny, meldując, że rozbiły ich przeważające siły sowieckie, zakopawszy więc broń, rozproszyli się. Miasto zostało całkowicie opanowane przez oddziały sowieckie, a przez rzekę Zbrucz budowany jest drewniany most, natomiast z tyłu koszar nie ma żywego ducha. W tym stanie rzeczy sierżant szef Kolendo zebrał wszystkich żołnierzy i powiedział: «Koledzy, dopóki jest cicho i tylne drzwi oraz wyjście są wolne, wszyscy pryskamy, gdzie kto może, i ukrywamy się, nim główna nawała bolszewicka nie przetoczy się. Później już każdy na własną rękę poszuka polskich jednostek wojskowych. Dziękuję Wam za służbę».

Strażnica „Bednarówka”, zaatakowana została przez pododdziały brygady zmotoryzowanej płk. A. Diemidowa z 25 KPanc. Po krótkiej walce strażnica została zdobyta. Do niewoli dostało się 2 podoficerów i 8 szeregowców.
Strażnice 1 kompanii granicznej „Kociubińczyki” atakowały pododdziały 26 BPanc i częściowo 5 Korpusu Kawalerii Komdiwa Wasilija Ganina. Strażnicę „Kociubińczyki” zaatakował oddział wydzielony z batalionu rozpoznawczego 26 BPanc. i pododdziału 23 Oddziału Wojsk Pogranicznych. Po przeprawieniu się przez Zbrucz, zaatakował on z zaskoczenia strażnicę i odwody kompanii i pokonał je w walce.
Na rozkaz ppłk. Kotarby pozostałości batalionu wycofały się w kierunku na Czortków-Buczacz-Niżniów. W rejon Niżniowa dotarły w godzinach wieczornych 17 września. Otoczone przez sowietów, poddały się.

## Struktura organizacyjna

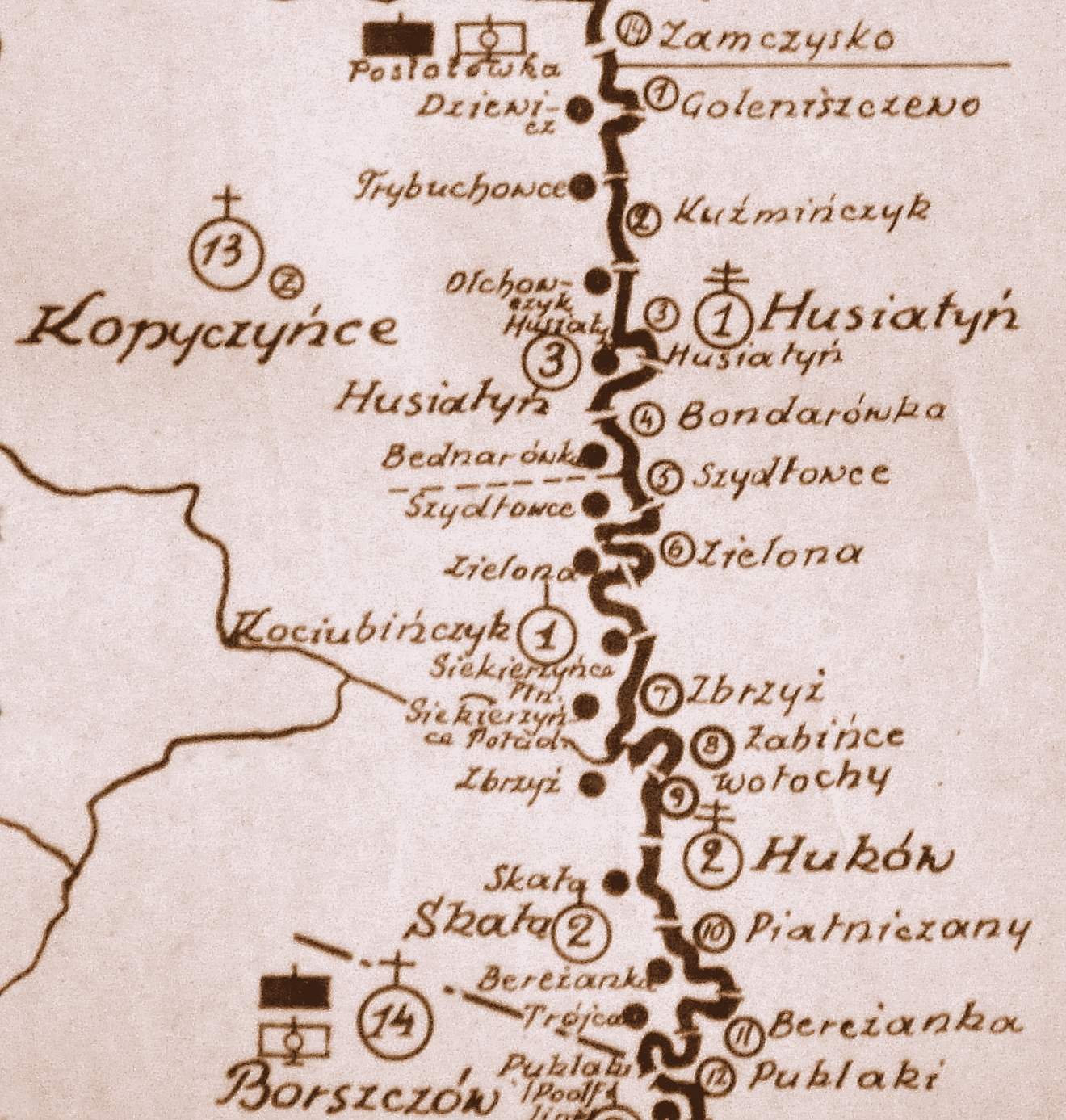
Rozmieszczenie batalionu KOP „Kopyczyńce” w 1931

Organizacja batalionu w 1934:
- dowództwo batalionu
- pluton łączności
- kompania odwodowa − Postołówka
- kompania karabinów maszynowych − Husiatyn
- 1 kompania graniczna KOP „Kociubińczyki”
- 2 kompania graniczna KOP „Skała”
- 3 kompania graniczna KOP „Husiatyń”

| Wykaz kompanii i strażnic przed 1937 rokiem (wykaz błędny) - 1 kompania KOP „Tłuste” (Tłuste) - strażnica KOP „Kozina” - strażnica KOP „Kałaharówika” - strażnica KOP „Kręciłów” - strażnica KOP „Posiołówka” - strażnica KOP „Dziewicz” - 2 kompania KOP „Husiatyn” (Husiatyn) - strażnica KOP „Trybuchowce” - strażnica KOP „Olchowczyk” - strażnica KOP „Bednarówka” - 3 kompania KOP „Kociubińczyki” (Kociubińczyki) - strażnica KOP „Szydłowce” - strażnica KOP „Zielona” - strażnica KOP „Siekieryńce” | Odtworzona struktura organizacyjna w 1939 - dowództwo batalionu - kompania odwodowa - kompania ckm - pluton łączności - 1 kompania graniczna KOP „Kociubińczyki” - 2 kompania graniczna KOP „Husiatyń” - 3 kompania graniczna KOP „Postołówka” |

## Żołnierze batalionu
| stopień     | imię i nazwisko            | okres pełnienia służby  | kolejne stanowisko           |
| ----------- | -------------------------- | ----------------------- | ---------------------------- |
| ppłk piech. | Konstanty Pereświet-Sołtan | 25 II 1925 – II 1926    | dowódca 23 baonu granicznego |
| mjr piech.  | Jan II Sokołowski          | 26 II 1926 – 28 I 1931  | kwatermistrz 70 pp           |
| ppłk piech. | Stanisław Dąbek            | 28 I 1931 – 15 III 1932 | zastępca dowódcy 12 pp       |
| mjr piech.  | Lucjan Trzebiński          | 2 IV 1932 – 15 X 1932   | praktyka w PKU Wierzbnik     |
| mjr / ppłk  | Józef Kokoszka             | 1 XI 1932 – 26 IV 1937  |                              |
| mjr         | Adolf Galinowski           | 1 V 1937 – 25 V 1938    |                              |
| mjr/ppłk    | Eugeniusz Sokólski         | 20 IV 1938 – VIII 1939  | dowódca III/165 pp           |
| mjr piech.  | Stefan Edward Tomaszewski  | VIII - IX 1939          |                              |

Obsada personalna we wrześniu 1928 :
- dowódca batalionu – mjr Jan Sokołowski
- adiutant batalionu – por. Roman Jaworski
- kwatermistrz – kpt. Zygmunt Warchał
- płatnik – por. Bolesław Sztrukowski
- oficer materiałowy – por. Eugeniusz Hollik
- oficer żywnościowy – por. Piotr Gniot
- oficer wywiadowczy – por. Stefan Ciba
- oficer łączności – por. Roman Michalski
- lekarz – kpt. Zygmunt Piechurski
- dowódca 1 kompanii granicznej – kpt. Tadeusz Danilewicz
- dowódca 2 kompanii granicznej – kpt. Marian I Tomaszewski
- dowódca 3 kompanii granicznej – kpt. Kazimierz Gottwald
- dowódca kompanii szkolnej – por. Stanisław Amon

Obsada personalna w październiku 1934 :
- dowódca batalionu – mjr Józef Kokoszka
- adiutant batalionu – kpt. Zygmunt Antczak
- kwatermistrz – kpt. Aleksander Osipowski
- oficer materiałowy – por. Józef Ruschar
- płatnik – por. Walerian Wegenke
- lekarz – por. Mieczysław Jabłoński
- dowódca kompanii odwodowej – kpt. Bohdan Górski
- dowódca kompanii karabinów maszynowych – kpt. Wacław Nowicki
- dowódca 1 kompanii granicznej – kpt. Franciszek Opioła
  - oficer młodszy – por. Stanisław Szablewski
- dowódca 2 kompanii granicznej – kpt. Jan Zgrzebnicki
- dowódca 3 kompanii granicznej – kpt. Kazimierz Kirkin
- komendant powiatowy PW pasa granicznego – por. Józef Samardak

Obsada personalna batalionu w czerwcu 1939.

Strzałkami (→) zaznaczono przydziały mobilizacyjne oficerów we wrześniu 1939
- dowódca batalionu – ppłk Eugeniusz Sokólski[d] → dowódca III/165 pp
- adiutant batalionu – mjr Jan Andrychowski[e] → dowódca II/163 pp
- kwatermistrz - mjr Stefan Edward Tomaszewski → dowódca baonu KOP „Kopyczyńce”
- komendant powiatowy Przysposobienia Wojskowego „Kopyczyńce” – kpt. Jan Wąsik[f] → zastępca dowódcy baonu KOP „Kopyczyńce” † 1940 Katyń
- dowódca 1 kompanii granicznej – kpt. Ignacy Kazimierz Wanic[g]
- dowódca 2 kompanii granicznej– por. Tadeusz Józef Gąsiorowski[h]
- dowódca 3 kompanii granicznej – kpt. Ernest Włodzimierz Heyer[i]
- dowódca kompanii odwodowej – kpt. Mieczysław Wojciech Kąkolewski[j] → II adiutant 165 pp † 1940 Charków
- dowódca kompanii karabinów maszynowych – mjr Marcin Rotter[k] → dowódca III/51 pp
- dowódca plutonu łączności – kpt. Eugeniusz Józef Nagel[l] → dowódca pl łączn. III/165 pp

### Żołnierze batalionu – ofiary zbrodni katyńskiej
Biogramy zamordowanych znajdują się na stronie internetowej Muzeum Katyńskiego
| Nazwisko i imię       | stopień              | zawód             | miejsce pracy przed mobilizacją | zamordowany |
| --------------------- | -------------------- | ----------------- | ------------------------------- | ----------- |
| Wąsik Jan             | kapitan              | żołnierz zawodowy | k-dt powiatowy PW „Kopyczyńce”  | Katyń       |
| Gerle Julian          | podporucznik rezerwy | urzędnik          | Izba Skarbowa                   | Katyń       |
| Kąkolewski Mieczysław | kapitan              | żołnierz zawodowy | dowódca kompanii odwodowej      | Charków     |
| Tomaszewski Stefan    | major                | żołnierz zawodowy | kwatermistrz                    | Charków     |
| Gąsiorowski Tadeusz   | porucznik            | żołnierz zawodowy | dowódca 2 kompanii granicznej   | Charków     |
| Jagodziński Witold    | kapitan lekarz       | żołnierz zawodowy | lekarz baonu                    | Charków     |